# 卡爾·馮·多諾普
卡爾·埃米琉斯·馮·多諾普（德語：Carl Emilius von Donop，1732年1月1日－1777年10月25日），黑森-卡塞爾公國軍官，美國獨立戰爭時期英國的黑森僱傭兵上校。
多諾普生於1732年，父親為黑森-卡塞爾公國的貴族。多諾普憑藉貴族蔭祐，出任黑森領伯腓特烈二世的副官，後來又在七年戰爭立下戰功，得以陞任上校。
美國獨立戰爭爆發後，多諾普主動向腓特烈二世請纓，隨同黑森僱傭兵到北美作戰。稍後多諾普參與了長島會戰、基普灣登陸戰及哈林高地戰役。英軍進入新澤西州後，拉爾被派往駐守特倫頓東南面的博登鎮。受到新澤西州起義影響，多諾普離開駐地到南方平叛，結果無法在特倫頓戰役中支援約翰·拉爾。1777年費城戰役期間，多諾普在紅岸戰役中兵敗身亡。